# 经济研究评论
《经济研究评论》（The Review of Economic Studies，也被称为RESTUD）是一份同行评议的季度学术期刊，涵盖经济学。它由英国和美国的一群经济学家于1933年成立。最初的编辑团队由 Abba P. Lerner、保罗·斯威齐和 Ursula Kathleen Hicks组成。它由牛津大学出版社出版。在2003年的一项调查中，它在经济学期刊的整体影响力中排名第八。 该刊被广泛认为是经济学前五大期刊之一。 由董事会管理，目前由Kjetil Storesletten（奥斯陆大学）主持。目前的主编有Jerome Adda（博科尼大学），Aureo de Paula（伦敦大学学院），Nicola Gennaioli（博科尼大学），Gita Gopinath（哈佛大学），Christian Hellwig（图卢兹大学），Botond Koszegi（中央欧洲大学），Uta Schoenberg（伦敦大学学院）和Michèle Tertilt（曼海姆大学）。根据期刊引用报告，杂志的2011年影响因子为4.038，在“经济学”类别的333种期刊中排名第六。

## 历史
该杂志创建于1933年。从一开始，编辑委员会就独立于任何大学部门或学术社会运作。 该期刊的创始文件指出：“评论的目的是为了补充出版理论和应用经济学新作品的设施，尤其是年轻作家。” 并且“编辑委员会的任何成员”成为“英国大学的讲师或教授时必须辞去其职务。”
早年，该杂志曾被用于记录弗里德里希·哈耶克的年轻追随者（如Abba Lerner）和约翰·梅纳德·凯恩斯的年轻追随者（如剑桥圈成员）的宏观经济辩论。